# L'Invité de pierre
L'Invité de pierre ou Le Convive de pierre (en russe : Каменный гость) est une courte pièce de théâtre en un acte de quatre scènes d'Alexandre Pouchkine, qui fait partie du cycle des pièces dites de l'« Automne de Boldino », rassemblées sous le titre de poèmes dramatiques ou de Petites tragédies. La pièce, écrite en 1830, est en vers non rimés. Le compositeur russe Alexandre Dargomyjski a réalisé sur le texte de Pouchkine l'opéra intitulé Le Convive de pierre. Cet opéra a été représente pour la première fois en 1872. Les Petites tragédies (en russe : Маленькие трагедии) ont été portées à l'écran en 1979 par le metteur en scène russe Mikhail Schweitzer.

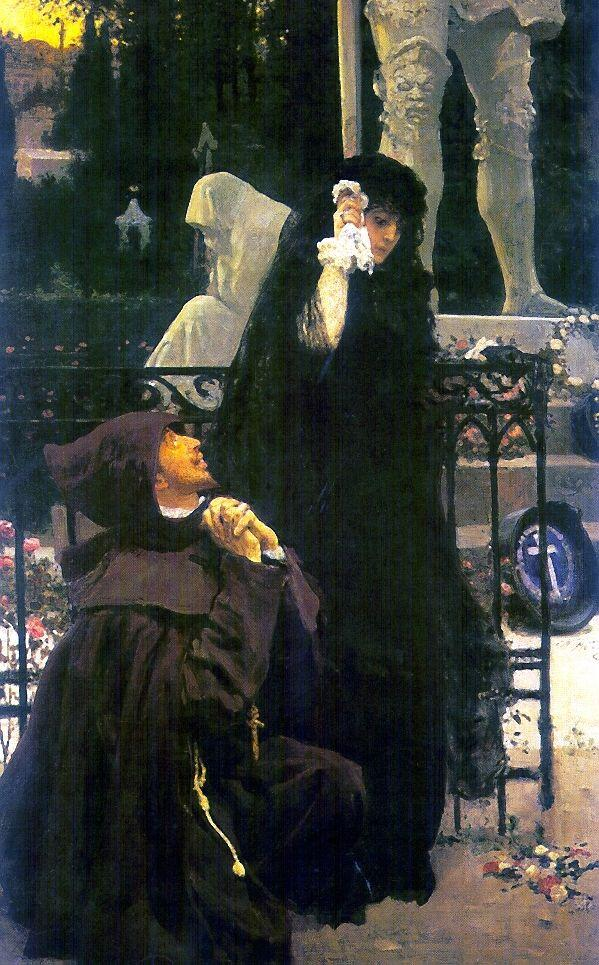
Illustration d'Ilia Répine : Don Juan déguisé en moine dans le cimetière

## Idée, modèle, représentation
Le séducteur de Séville, Don Juan, qui rencontre Dona Ana n'est plus comme chez Molière un séducteur cynique, mais un homme d'une originalité peu commune et qui a un grand besoin d'amour. L'image de Don Juan a été reprise notamment par Carlo Goldoni, Ernst Theodor Amadeus Hoffmann, Lord Byron, Tirso de Molina.
Pouchkine a écrit sa version après avoir vu la première représentation russe de l'opéra Don Giovanni de Mozart. Pouchkine emprunte certains éléments au librettiste de Mozart Lorenzo da Ponte, mais écrit une œuvre originale.

## Rôles
- Don Juan
- Leporello
- Dona Anna
- Don Carlos
- Laura
- Un moine
- 1er invité
- 2e invité
- 3e invité
- La statue du commandeur

## Sujet

### Scène 1
Don Juan (chez Pouchkine Don Gouan), banni de Madrid pour l'assassinat de ses rivaux, retourne secrètement dans la ville avec son fidèle serviteur Leporello et se cache dans le cimetière d'un monastère, dans une banlieue. Il se souvient de ses aventures passées dans la ville et cela l'incite à y revenir. Il apprend par un moine du monastère, que Dona Anna visite la tombe de son mari défunt tous les jours et qu'elle est la veuve du commandeur Don Alvaro de Silva. Il ne fait que l'entrevoir et déjà décide de faire sa connaissance. Il se hâte de rentrer dans Madrid.  

### Scène 2
Dans la maison de l'actrice Laura sont rassemblés des invités : amis, admirateurs. Les chants de l'actrice ravissent ses invités. Mais parmi ceux-ci se trouve Don Carlos et il apprend qu'une des chansons de Laura a été composée par son ancien amant Don Juan, l'homme qui a tué son frère. Don Carlos est fou de rage. Don Juan apparaît à ce moment et serre Laura dans ses bras. Celle-ci est prête à chasser Don Carlos, mais celui-ci veut en venir aux armes immédiatement. La lutte est inévitable, les deux hommes se battent et Don Juan tue Don Carlos. 

### Scène 3
Après ce combat Don Juan retourne au monastère où il se déguise en ermite. La veuve du commandeur se rend encore chaque jour sur la tombe de son mari. Don Juan fait sa connaissance en se présentant sous le nom de Diego de Calvido. Avec un mélange de curiosité et de crainte elle l'écoute et finit par accepter de le revoir chez elle le lendemain. Don Juan est enivré par son succès et il lance un curieux défi au sort en invitant pour le lendemain à ce rendez-vous la statue du commandeur qui se trouve dans le cimetière. Ils sont pris d'effroi quand ils voient que la statue leur répond par un signe qu'elle viendra.

### Scène 4
Le lendemain, une chambre dans la maison de Dona Anna. La reconnaissance pour feu son mari ne peut quitter le cœur d'Anna. Don Juan ne veut pas garder secret son rôle de meurtrier de ce mari. Il finit par lui avouer. Mais Dona Anna ne parvient pas à le haïr et elle accepte un nouveau rendez-vous. Il quitte Dona Anna, mais la statue du commandeur se dresse sur son passage. Elle a répondu à l'invitation et lui serre la main de sa poigne de pierre. Don Juan est perdu, écrasé par la statue. Tout est fini et les deux amants disparaissent.

## Editions françaises
- Poèmes dramatiques d'Alexandre Pouchkine Traduit du russe par Ivan Tourgueniev et Louis Viardot ( Boris Godounov - Le baron avare - Mozart et Salieri - La Roussâlka - L'Invité de pierre ) Librairie de L. Hachette et Cie, Paris 1862 p. 152.
- Alexandre Pouchkine, Le convive de pierre et autres scènes dramatiques, traduction d'André Markowicz, Actes Sud, collection Babel, 1993, 2006 (Cet ouvrage contient toutes les autres oeuvres dramatiques de Pouchkine (excepté Boris Godounov) : Le Chevalier avare, Mozart et Salieri, Le Festin pendant la peste, Une scène du Faust, La Sirène, Une scène de chevalerie)